# Седиментация
Седимента́ция (осаждение) — осаждение частиц в водных или воздушных условиях, в результате чего формируются различные генетические типы осадков – терригенные, биогенные, хемогенные, вулканогенные. Седиментация происходит под действием гравитационного поля или центробежных сил.

## Описание
Скорость седиментации зависит от массы, размера, формы и плотности вещества частицы, вязкости и плотности среды, а также от ускорения, силы тяжести и действующих на частицы центробежных сил.
В поле гравитационных сил седиментируют частицы грубодисперсных систем; в поле центробежных сил возможна седиментация коллоидных частиц и макромолекул (см. центрифугирование).
Седиментацию используют в промышленности при обогащении полезных ископаемых, различных продуктов химической и нефтехимической технологии, при водоочистке и др.
Седиментация в центрифугах и ультрацентрифугах, а также в гравитационном поле лежит в основе седиментационного анализа.